# Oracle Application Express
Oracle APEX (сокращённо именуется как Oracle Apex, APEX, ранее называлась Oracle HTMLDB) — проприетарная среда быстрой разработки прикладного программного обеспечения на основе СУБД Oracle Database, целиком реализованная как веб-приложение. Все элементы, возникающие в цикле разработки приложения в данной среде хранятся непосредственно в инфраструктуре Oracle Database, тем самым обеспечивается совместная работа разработчиков и контроль версий без использования файлов и дополнительных систем управления версиями.
Приложения могут быть развёрнуты на экземпляре Oracle Database без дополнительного программного обеспечения (используя встроенный в СУБД веб-сервер), либо веб-сервер может быть вынесен на внешний сервер на основе Apache httpd с модулем mod_plsql.
Также существует Java-приложение Oracle APEX Listener (Oracle REST Data Services, ORDS), которое может быть развёрнуто на J2EE-серверах приложений для обеспечения функций веб-сервера для APEX-приложений с возможностями кэширования на стороне веб-сервера, конфигурирования через веб-интерфейс, дополнительными функциями по мониторингу и обеспечению безопасности.

## Основные типы решений на основе Oracle APEX
- Web-приложения для работы с данными, хранимыми в Oracle Database.
- Онлайн-отчётность.
- Миграция с Microsoft Excel.
- Миграция с Microsoft Access.
- Миграция с Oracle Forms.
- Кастомизация Oracle E-Business Suite[3].

## Архитектура
Oracle Application Express может использоваться с версией Oracle Database 9.2 и выше, а начиная с версии Oracle Database 11g среда APEX устанавливается по умолчанию вместе с СУБД.
В качестве веб-сервера для отображения страниц могут использоваться Apache HTTP Server или встроенный в Oracle Database специализированный шлюз — Embedded PL/SQL Gateway (EPG, поддерживается в Oracle Database Express Edition и в прочих редакциях, начиная с версии 11g).

## История версий
- 2000 — Flows
- Oracle Platform
- Project Marvel
- Oracle HTML DB 1.3
- Oracle HTML DB 1.3.6
- Oracle HTML DB 1.5.0
- Oracle HTML DB 1.5.1
- 28 марта 2005 — Oracle HTML DB 1.6
- 13 сентября 2005 — Oracle HTML DB 2.0
- 27 июля 2006 — Oracle Application Express 2.2
- 8 сентября 2006 — Oracle Application Express 2.2.1
- 14 марта 2007 — Oracle Application Express 3.0
- 27 июня 2007 — Oracle Application Express 3.0.1
- 29 февраля 2008 — Oracle Application Express 3.1
- 22 мая 2008 — Oracle Application Express 3.1.1
- 28 августа 2008 — Oracle Application Express 3.1.2
- 27 февраля 2009 — Oracle Application Express 3.2
- 23 июня 2010 — Oracle Application Express 4.0
- 24 августа 2011 — Oracle Application Express 4.1
- 15 октября 2012 — Oracle Application Express 4.2
- 15 апреля 2015 — Oracle Application Express 5.0
- 4 марта 2017 — Oracle Application Express 5.1
- 24 мая 2018 — Oracle Application Express 18.1
- 28 Сентября 2018 — Oracle Application Express 18.2[4]
- 29 марта 2019 — Oracle Application Express 19.1
- 1 ноября 2019 — Oracle Application Express 19.2
- 23 апреля 2020 — Oracle Application Express 20.1
- 21 октября 2020 — Oracle Application Express 20.2[5]
- 15 января 2025 — APEX 24.2[1]

## Демонстрации
- APEX Workspace